# Fakultät für Humanwissenschaften der Karls-Universität
Die Fakultät für Humanwissenschaften der Karls-Universität (Fakulta humanitních studií Univerzity Karlovy, FHS UK) ist die jüngste Fakultät der Karls-Universität in Prag, Tschechische Republik.

## Geschichte
1994 als Institute for Liberal Education gegründet (Institut základů vzdělanosti), erlangte die Fakultät im Jahr 2000 volle akademische Autonomie. Ihr Forschungs- und akademischer Schwerpunkt liegt auf den Geisteswissenschaften und der Sozial- und Kulturanthropologie. Gegründet in Libeň (Prag), hat die Schule 240 Fakultätsmitglieder und ungefähr 2500 Studenten.
Der erste Dekan der Fakultät war der frühere Bildungsminister Jan Sokol. Er wurde 2007 von Ladislav Benyovszky abgelöst. Die derzeit amtierende Dekanin ist Marie Pětová.

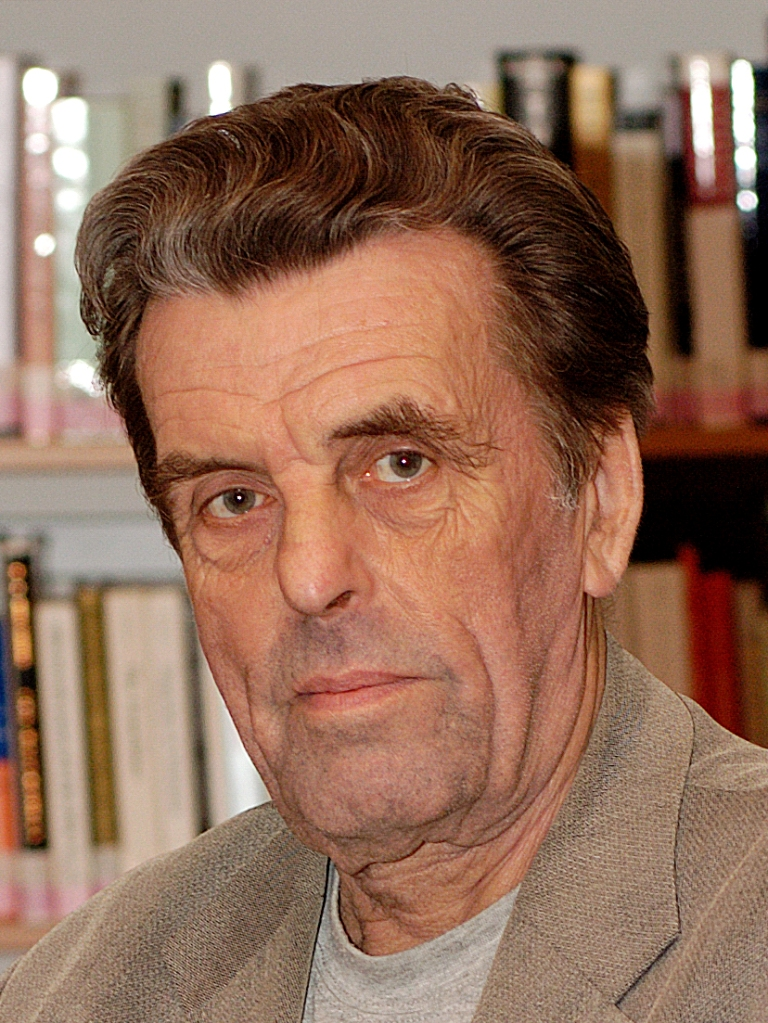
Jan Sokol
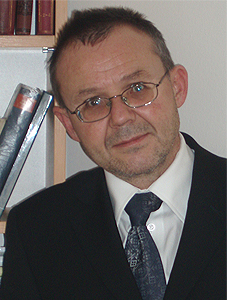
L. Benyovszky

## Campus
Das Hauptgebäude der Fakultät befand sich früher in U Kříže 8, Bezirk Jinonice, Prag 5, mit zwei getrennten Einrichtungen, einem im Bezirk Hůrka, Prag 13 und einem anderen in der Máchova-Straße 7, Prag 2. Die Fakultät zog 2020 in einen Neubau in Prag 8 um. Der Neubau wurde 2021 mit einem nationalen Architekturpreis ausgezeichnet.
Innerhalb der Philosophischen Fakultät sind zwei Forschungs- und Bildungseinrichtungen tätig: das Forschungszentrum für Persönlichkeitsentwicklung und Ethnizität, das Rehabilitationsinstitut für Sehbehinderte und das Kabinett für bürgerlich-demokratische Bildung. Seine dreistöckige Bibliothek befindet sich unter dem Universitätsgebäude am náměstí Jana Palacha beim U-Bahnhof Staroměstská.

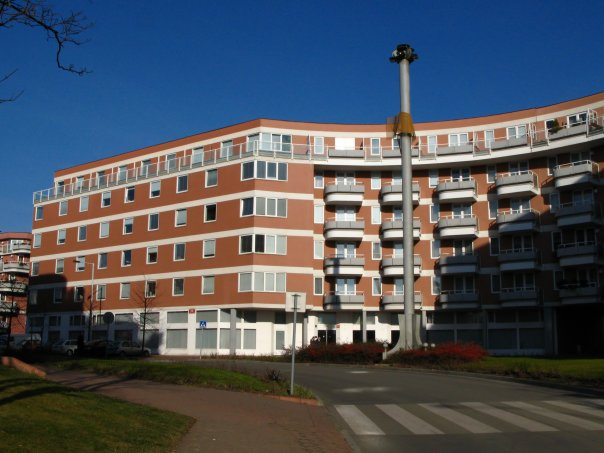
Altes Gebäude
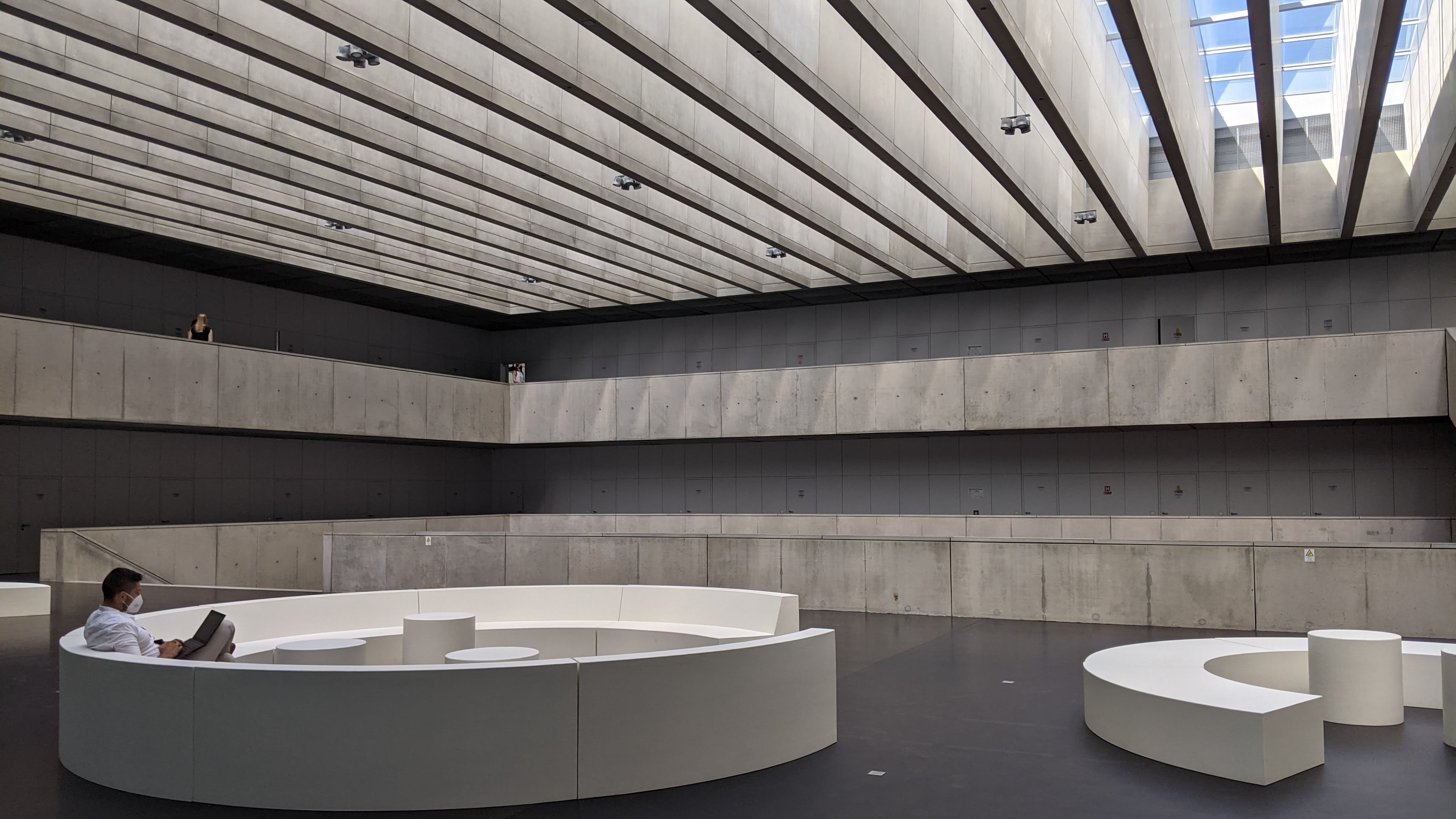
Neues Gebäude